# Березова Гать (Новгород-Сіверський район)
Березова Гать — село в Україні, у Новгород-Сіверській міській громаді Новгород-Сіверського району Чернігівської області. До 2020 орган місцевого самоврядування — Березовогатська сільська рада.
Населення становить 187 осіб.

## Історія
Село засноване у 2 половині XVIII століття. За даними на 1859 рік у власницькому селі Новгород-Сіверського повіту Чернігівської губернії мешкало 310 осіб (156 чоловічої статі та 154 — жіночої), налічувалось 39 дворових господарств.
Станом на 1893 рік у поселенні Фаївської волості мешкало 621 особа (316 чоловічої статі та 305 — жіночої), налічувалось 97 дворових господарств.
За переписом 1897 року кількість мешканців зменшилась до 682 осіб (341 чоловічої статі та 341 — жіночої), з яких 605 — православної віри.
1988 року у селі мешкало 295 жителів. Діяли 8-річна школа, фельдшерсько-акушерський пункт, клуб на 150 місць та бібліотека на 8 тисяч одиниць зберігання.
12 червня 2020 року, відповідно до розпорядження Кабінету Міністрів України № 730-р «Про визначення адміністративних центрів та затвердження територій територіальних громад Чернігівської області», увійшло до складу Новгород-Сіверської міської громади.
19 липня 2020 року, в результаті адміністративно - територіальної реформи та ліквідації колишнього Новгород-Сіверського району, село увійшло до новоствореного Новгород-Сіверського району Чернігівської області.

## Уродженці
- Головач Григорій Петрович (* 1940) — український математик.